# Santiago Vidaurri
Santiago Vidaurri, né le 25 juillet 1808 à Lampazos de Naranjo et mort le 8 juillet 1867 à Mexico, est un homme politique mexicain.

## Biographie
Santiago Vidaurri naît le 25 juillet 1808 à Lampazos.
Alors qu'il est secrétaire du gouvernement de Nuevo Leon en 1855, il se rebelle contre le président Santa Anna et devient l'un des piliers du libéralisme dans le nord-est. Il est tout près d'être arrêté ; mais il échappe aux émissaires du dictateur. Poussé par le péril à prendre un parti décisif, il organise un pronunciamento au nord du Mexique, tandis qu'Álvarez soulève ses Indiens dans le sud. Bientôt il reparait à Monterey en triomphateur. Son programme est emprunté aux États-Unis; il proclame le self-government, dépossède l'Église et licencie l'armée, dont les chefs doivent comparaître devant les autorités pour se soumettre, sous peine d'être traités comme rebelles. Il ne rompt pas entièrement avec les autres chefs de la révolution; mais il agit avec une entière indépendance, et veux, dit-on, former au nord du Mexique une république séparée sous la protection des États-Unis.
Quand la junte de Cuernacava rejette sa candidature à la présidence, il ne se prononce point contre l'élu du pays. Mais, après la retraite d'Alvarez, il ne reconnait pas Comonfort, refuse toute obéissance au gouvernement central, au lieu de lui porter secours contre les insurges de Puebla. Au mois de février 1856, il décrète de sa propre autorité la réunion des États de Coahuila et de Nuevo-Léon, et se proclame gouverneur et commandant général des deux États réunis. Le congrès de Mexico, évoquant l'affaire après la reddition de Puebla, annule le décret illégal, et M. Comonfort transmit au gouvernement de Nuevo-Léon les ordres formels de l'Assemblée. M Vidaurri envoie au congrès des explications évasives et se prépare à se maintenir dans cette voie de politique séparatiste. Attaché au gouvernement de Juarez, il le soutient dans sa lutte contre l'expédition française; gouverneur du Nouveau-Léon et de Coahuiîa, il ne fait de soumission aux Français que dans les premiers jours de 1864. À la fin de la même année, il adhère officiellement au nouvel empire mexicain.
Il devient, en 1867, ministre de la guerre et des finances, puis président du Conseil avec le portefeuille des finances. Il s'efforce de trouver de l'argent pour soutenir la monarchie aux abois. À la chute de Maximilien, Santiago Vidaurri se cache dans Mexico, mais il est arrêté le 8 juillet 1867 et fusillé sans jugement.